# Limnichus sericeus
Limnichus sericeus is een keversoort uit de familie dwergpilkevers (Limnichidae). De wetenschappelijke naam van de soort werd in 1825 gepubliceerd door Caspar Erasmus Duftschmid.